# Bergische Heideterrasse
Die Bergische Heideterrasse (laut der grundlegenden Definition der Bundesforschungsanstalt für Landeskunde und Raumordnung in der Pluralform Bergische Heideterrassen) ist eine naturräumliche Haupteinheit mit der Ordnungsnummer 550 in der Niederrheinischen Bucht am Übergang zu den Bergischen Hochflächen, einem Teil des Rheinischen Schiefergebirges.
Sie zieht sich rechtsrheinisch als Landschaftsband auf einer Strecke von etwa 80 Kilometern am Rande des Bergischen Landes von Mülheim an der Ruhr im Norden bis nach Siegburg im Süden.  Die Flussterrassen sind von Flugsanden bedeckte Kies- und Sandablagerungen auf einem teilweise freiliegenden Sockel aus gefalteten Gesteinen des Devon und flachlagernden, sandigen, z. T. auch tonigen Tertiärschichten.
Namensgebend für den Naturraum sind nährstoffarme Heidmoore, Sandheiden, Trockenrasenflächen und Binnendünen mit einer großen Vielfalt an Biotopen. Hier sind u. a. Hainsimsen-Buchenwälder, Erlen-Bruchwälder, Eichen-Birken-Wälder, Hartholzauen, Feuchtwiesen und Bachauen vorzufinden.

## Gliederung des Naturraums
Die naturräumliche Haupteinheit 550 wurde in den Ausarbeitungen zum Handbuch der naturräumlichen Gliederung Deutschlands (6. Lieferung 1959, Karten 1:1.000.000 der Jahre 1954 und 1960) zunächst als Schlebusch-Wahner Heide bezeichnet. In der Verfeinerung im Maßstab 1:200.000 auf Blatt 109 Düsseldorf im Jahre 1963 wurde diese in Bergische Heideterrassen umbenannt und in feinere Naturräume unterteilt; eine Feingliederung des Südteils folgte schließlich auf Blatt 123 Köln im Jahr 1978.
Die Haupteinheit gliedert sich danach wie folgt:
- 550 Bergische Heideterrassen

- 550.0 Wahner Heide

- 550.00 Lohmarer Heide
- 550.01 Unteraggertal
- 550.02 Untersülztal
- 550.03 Paffrath-Altenrather Heideterrasse

- 550.030 Altenrather Heideterrasse
- 550.031 Paffrather Kalkterrasse
- 550.032 Schildgener Terrasse

- 550.04 Wahner Heideterrasse
- 550.05 Unteres Dhünntal

- 550.1 Hilden-Lintorfer Sandterrassen

- 550.10 Bürriger Heide
- 550.11 Wuppertalmündung
- 550.12 Hildener Mittelterrassen
- 550.13 Düsseltalmündung
- 550.14 Gerresheimer Bucht
- 550.15 Aaper Steilhang
- 550.16 Lintorfer Sandterrassen

## Geschichte
Die Bergische Heideterrasse ist ein Relikt aus der Eiszeit. Sie war geprägt durch unterschiedliche Waldgesellschaften auf vernässten oder trocken-sandigen Böden mit darunterliegenden Geröllschichten. Diese Böden eigneten sich nur schlecht für die Landwirtschaft und waren deshalb kaum besiedelt. In der Umgebung von Opladen entstanden am Ende der Mittelsteinzeit um 8000–4000 v. Chr. erste Ansiedlungen durch Menschen, die hier ihre Heimat suchten. Sie rodeten die Flächen und betrieben Ackerbau. Dadurch breiteten sich im Laufe der nächsten 3000 Jahre die verschiedenen Heidevegetationen aus. Durch die spätere moderne Agrarwirtschaft ging der Heidebestand immer weiter zurück.
Bis zum Ende des 19. Jahrhunderts waren die blühenden Heideflächen, Erlen- und Birkenwälder mit ihrem sumpfigen Untergrund weitestgehend erhalten. Über Jahrhunderte waren sie geprägt durch Weidewirtschaft mit Schafen, Rindern, Pferden, Ziegen und Schweinen. Hinzu kamen Waldwirtschaft, Schiffelwirtschaft, Imkerei und Besenbinderei. Die jetzt einsetzende Industrialisierung verbunden mit industrieller Forstwirtschaft, Straßen- und Wegebau und der Flächenversiegelung durch Siedlungs- und Gewerbegebiete war jedoch verbunden mit einem starken Rückgang der biologischen Lebensräume. Bis heute wurden rund 30 Naturschutzgebiete im Bereich der Bergischen Heideterrasse eingerichtet, in denen sich die alten Lebensformen erhalten haben.

## Naturschutzgebiete (Auswahl)
Nachfolgend werden einige Naturschutzgebiete im Bereich der Bergischen Heideterrasse aufgezählt, zu denen es bereits einen Artikel in Wikipedia gibt:
- Bürgerbusch
- Further Moor
- Dünnwalder Wald
- Hildener Heide
- Hildener Heide, südlich Sandberg
- Hildener Heide, östlich Taubenberg
- Hildener Heide, Schönholz
- Hildener Stadtwald, Bereich Biesenbach
- Hildener Stadtwald, Bereich Sandbach-Krebsbach
- Kiesgrube Wahn
- Königsforst
- Krüdersheide und Götsche
- Leichlinger Sandberge
- Naturschutzgebiet Am Hornpottweg
- Naturschutzgebiet Dellbrücker Heide
- Naturschutzgebiet Grube Cox
- Naturschutzgebiet Sandberg (Hilden)
- Naturschutzgebiet Spörkelnbruch (Haan)
- Naturschutzgebiet Spörkelnbruch (Hilden)
- Naturschutzgebiet Thielenbruch und Thurner Wald
- Ohligser Heide
- Schluchter Heide